# 5. Armee (Rote Armee)
Die 5. Armee (russisch 5-я армия) war ein Großverband der Roten Armee. Sie wurde erstmals am 11. August 1918 im Zuge des Russischen Bürgerkriegs aufgestellt und im September 1922 wieder aufgelöst. Im August 1939 wurde der Verband für die Invasion in Ostpolen erneut formiert. Die 5. Armee fiel im September 1941 in der Kesselschlacht von Kiew in deutsche Gefangenschaft und wurde daraufhin abermals neu aufgestellt. Sie rückte 1944 nach Ostpreußen vor und beendete den Krieg im August 1945 in der Mandschurei.

## 1. Formation
Die 5. rote Armee wurde erstmals am 11. August 1918 auf Befehl Leo Trotzkis aus zwei auf dem linken und rechten Ufer der Wolga befindlichen Gruppen der Roten Garden gebildet, die die für die Bolschewiki lebensnotwendige Stadt Kasan von der Komutsch-Armee zurückerobern sollten. Zum Befehlshaber wurde zwangsweise der lettische Offizier Pēteris Slavens ernannt. Die Rückeroberung der Stadt gelang am 10. September 1918. (→Kasaner Operation) In der Folge wurde die 5. Armee an den Fronten des Russischen Bürgerkrieges eingesetzt und nach dem Ende des Krieges im September 1922 aufgelöst.

## 2. Formation
Die zweite Formation der 5. Armee wurde im August 1939 im Sondermilitärbezirk Kiew, basierend auf der Heeresgruppe Schitomir (später Gruppe Schepetowka) aufgestellt. Mitte September 1939 beteiligte sie sich im Rahmen der Ukrainischen Front (Armeegeneral Timoschenko) beim sowjetischen Einmarsch in der westlichen Ukraine und im westlichen Belarus.
Gliederung am 17. September 1939
- 15. Schützenkorps mit 45., 52. und 87. Schützendivision
- 8. Schützenkorps mit 44. und 81. Schützendivision, in Reserve: 60. Schützendivision
- 4. mechanisiertes Korps mit 8. und 10. Panzer-Division, 81. mot. Schützendivision
- 36. und 38. leichte Panzerbrigade

Die 5. Armee nahm im Juni–Juli 1940 mit neuen Truppenteilen (36. und 49. Schützenkorps) als Teil der Südfront an der Annexion der nördlichen Bukowina teil.
Zu Beginn der deutschen Operation Barbarossa war die 5. Armee Teil der Südwestfront (Armeegeneral Kirponos) auf der etwa 170 Kilometer breiten Bug-Front zwischen von Wlodawa und Krystynopol konzentriert und deckte die Zugänge nach Luzk.
Armeegliederung am 22. Juni 1941
- 15. Schützenkorps (Oberst I. I. Fedjuninski) mit 45., und 62. Schützendivision
- 27. Schützenkorps (Generalmajor P. D. Artemenko) mit 87., 125., 135. Schützendivision
- 22. mechanisierte Korps (Generalmajor S. M. Kondruszew) mit 19. und 41. Panzerdivision, 215. mechanisierte Division
- 2. befestigter Raum, dazu 7 Artillerieregimenter, 2 NKWD-Grenzregimenter und 1 Ingenieur Regiment.

Der deutsche Panzervorstoß der Panzergruppe 1 (Generaloberst von Kleist) erfolgte am 22. Juni 1941 zwischen Sokal und Wladimir-Wolynski und brach zwischen dem sowjetischen 15. und 27. Schützenkorps durch. Die deutschen Truppen rückten zwischen 15 und 25 Kilometer tief in Wolhynien vor. An der Grenze westlich Wladimir-Wolynski stand dem deutschen III. Armeekorps (mot.) zunächst nur die 87. und 135. Schützendivision gegenüber. Die Masse des 22. Mechanisierten Korps stand noch 140 km von der Grenze entfernt. Generalmajor Potapow befahl nach dem Verlust von Luzk den Gegenangriff des aus der Linie Klewan-Olyka als Verstärkung herangekommene 9. mechanisierte Korps (General Rokossowski) nach Süden auf Dubno. Während der Panzerschlacht von Dubno und Rowno scheiterte der Gegenangriff des 22. mechanisierten Korps (jetzt unter Generalmajor W. S. Tamruch). Die Überreste der sowjetischen 19. und 41. Panzerdivision wurden zusammen mit Moskalenkos 1. Panzerabwehrbrigade in den Raum nördlich von Luzk abgedrängt. Im Norden zwischen Ljuboml und den Pripjater Sümpfen verteidigte sich währenddessen das 15. Schützenkorps noch bis Anfang Juli erfolgreich gegen das auf Kowel vordringende deutsche XVII. Armeekorps. Das Ende Juni neu zugeführte 31. Schützenkorps (Generalmajor A. I. Lopatin) verstärkte mit der 193., 195. und 200. Schützendivision die zusammenbrechende Front des 15. und 27. Schützenkorps und ging am 3. Juli auf die Linie Styr-Matwejki-Klewan und am 4. Juli auf die Linie Horyn-Kosmatschew-Kostopol zurück. Vom 6. bis 10. Juli organisierte die 5. Armee gegenüber den linken Flügel der deutschen 6. Armee die Verteidigungsoperation zwischen Nowgograd Wolynski-Olewsk und vom 11. Juli bis 20. August die Gegenoffensive bei Korosten. Die Armee wurde Ende August nach der Bedrohung der Nordflanke über den Dnjepr auf Tschernigow zurückgedrängt. Das 15. Schützenkorps (62., 45. und 135. Schützendivision) machte gegenüber der deutschen 2. Armee Front nach Nordosten. Die Masse der 5. Armee geriet in der ersten Septemberhälfte in den Kessel von Kiew in deutsche Gefangenschaft. Bei den Ausbruchskämpfen wurde Generalmajor Potapow von deutschen Truppen gefangen genommen und dessen Stabschef, Generalmajor Pisarewski getötet.

## 3. Formation
Die dritte Formation der 5. Armee wurde am 11. Oktober 1941 gemäß der Stawka-Richtlinie vom 9. Oktober 1941 auf Grundlage des befestigten Raums von Moschaisk etabliert.
- Sie bestand aus der 32., der 133. Schützen-Division sowie der 18., 19., 20. Panzer-Brigade und anderer Verbände.

Ab 12. Oktober 1941 wurde die 5. Armee Teil der Westfront unterstellt und führte bis 4. Dezember Abwehrkämpfe an der Frontlinie Moschaisk - Dorochow -Zvenigorod. Fünf Tage lang hielt die 32. Schützen-Division (Oberst Wiktor Iwanowitsch Polossuchin) den Angriffen der SS-Division „Reich“ (mot.) auf dem Feld von Borodino stand. Am 15. November begann die zweite Phase des deutschen Angriffs auf Moskau, während die Flanken der 5. Armee bis zum 28. November schwer erschüttert wurde, hielt der Rest der Armee zusammen mit zwei anderen Verbänden (33. und 43. Armee) im Zentrum der Westfront stand. Ende November 1941 gelang es der 5. Armee die deutsche Offensive vor Swenigorod und Akulowa zu stoppen. Anfang Dezember machte das deutsche XX. Armeekorps den letzten Versuch zwischen der 5. und 33. Armee Rollbahn Moskau-Minsk durchzubrechen. Trotz eines Einbruchs in der Front der 33. Armee bei Naro-Fominsk, konnte die Situation am 4. Dezember durch Heranführung von Reserven wiederhergestellt werden. In Verbindung mit der 16. und der 33. Armee startete die 5. Armee Gegenangriffe nach Istra und Swenigorod. Dabei wurden die 19., 329. und 336. Schützen Division, das 2. Garde-Kavallerie-Korps sowie zwei Infanterie-Bataillone und fünf Raketenwerfer-Regimenter eingesetzt. Die 144. Schützendivision (Generalmajor M. A. Pronin) kämpfte um Jerschowo und Skokowo (1,5 bis 2 km nördlich von Swenigorod) und die 50. Schützendivision (Generalmajor N. F. Lebedenko) warf die deutschen Truppen nördlich von Kubinka aus dem Brückenkopf am rechten Ufer der Moskwa. Bis zum 20. Januar 1942 folgte die Rückeroberung von Moschaisk und der Vormarsch bis auf Gschatsk. Die 5. Armee hielt jetzt die Verteidigungslinie im zentralen Sektor der Westfront gegenüber Sytschowka und beteiligte sich an der Rschewer-Wjasma Operation. Am 20. März erteilte eine Stawka-Direktive der West- und Kalininfront neue Befehle, nach denen zusammen mit der 43., 49. und 50. Armee bis zum 1. April Gshatzk einzunehmen ist und auch Wjasma erreicht werden sollte. Am 6. März befreite man Gschatsk und am 12. März wurden im Raum Wjasma neue Stellungen bezogen. Im April 1942 wurde General Goworow zur Leningrader Front entsandt, anschließend übernahm General Iwan Fedjuninski kurzfristig das Kommando, bevor er wenig später von Generaloberst J. T. Tscherewitschenko abgelöst wurde. Bei der gescheiterten Operation Mars vom 25. November bis 21. Dezember 1942 wurde die 5. Armee zusammen mit der 33. Armee der Angriff in der geplanten 2. Phase zugewiesen. Es war geplant mit Einsatz des 9. und 10. Panzerkorps vom Osten her, aus dem Raum Gshatsk auf Wjasma nach Westen durchbrechen und die deutsche 9. Armee abzuschneiden (Operation Jupiter). Nach dem Einbruch sollte die 3. Gardepanzerarmee (12. und 15. Panzerkorps) eingeführt werden, um die Verbindung mit der Kalininer Front zu erzwingen.
Zusammen mit der 10. Garde- und der 33. Armee kämpfte die 5. Armee in der Schlacht von Smolensk, dabei wurde am 1. September 1943 Dorogobusch und am 25. September Smolensk befreit. Zu diesem Zeitpunkt wurde die Armee von General V. S. Polenow kommandiert. Nach kurzen Aufenthalt in der Reserve der Westfront, wurde die 5. Armee an der offensiven Operation in Richtung Ljubawitschi angesetzt und erreichte im Südwesten von Rudnja bis 11. Oktober die Flusslinie der Tschernitza Verhita, wo man wieder in Defensive überging. Ab 14. November 1943 führte die 5. Armee offensive Operationen in Richtung auf Orscha und erreichte Ende Dezember den Raum Rosasenka.

### Kriegsjahr 1944 und 1945
Anfang Januar 1944 wurde die 5. Armee im Raum südöstlich von Witebsk konzentriert um die Verteidigung der 33. Armee zu verstärken Am 24. April wurde die Armee zur 3. Weißrussischen Front versetzt. In der Operation Bagration die ab 22. Juni 1944 zur Rückeroberung von Belarus führte, war die 5. Armee Teil der 3. Weißrussischen Front. Die 5. Armee, jetzt unter General Krylow, wurde neben der 39. Armee und einer Kavalleriegruppe, bestehend aus der 3. Kavallerie und dem 3. Garde-mechanisierten Korps, der Nordgruppe der Front zugeteilt und nahm an der Witebsk-Orscha-Operation teil. Die Formationen der 5. Armee überquerten im Verlauf des 5. und 6. Juli den Fluss Wilija nördlich von Smorgon und rückten weitere 55 Kilometer tief nach Westen vor. Der Vormarsch führte über Wilna, das am 13. Juli nach Aufstand einer polnischen Untergrundarmee in der Innenstadt von den deutschen Truppen geräumt wurde. Nach Beteiligung an der Kaunaser Operation, erreichte die 5. Armee mit der 184. Schützendivision am 17. August 1944 die Grenze Ostpreußens.
Armeegliederung am 1. August 1944
- 45. Schützenkorps, Generalmajor Sergei Fjodorowisch Gorochow (159., 184., 338. Schützendivision)
- 65. Schützenkorps, Generalmajor Grigori Nikiforowitsch Perekrestow (97., 144., 371. Schützendivision)
- 72. Schützenkorps, Generalmajor Alexander Ignatjewitsch Kasartzew (63., 215., 277. Schützendivision)

Die anderen Armeen der 3. Weißrussischen Front beteiligten sich an der Gumbinnen-Operation (Oktober 1944), bei der die Sowjets in die deutsch-ostpreußische Verteidigung einbrechen konnten. Im Zuge der zweiten ostpreußischen Offensive kämpfte die 5. Armee ab 13. Januar 1945 in der Tilsit-Insterburger Operation und besetzte am 23. Januar Insterburg. In der Endphase des Krieges in Europa beteiligte sich die 5. Armee an der Beseitigung feindlichen Kräfte auf der Halbinsel Samland.
Armeegliederung vom 12. Januar 1945
72. Schützenkorps, Generalmajor Alexander Ignatjewitsch Kasartzew
- 277. Schützendivision, Generalmajor Stepan Trophimowitsch Gladischew
- 63. Schützendivision, Generalmajor N. M. Laskin
- 215. Schützendivision, Generalmajor A. A. Kasarjan

65. Schützenkorps, Generalmajor Grigori Nikiforowitsch Perekrestow
- 97. Garde-Schützen-Division, Oberst Samuel Iljitsch Tsukarew
- 371. Schützendivision, Generalmajor A. A. Boljachin
- 144. Schützendivision, Oberst Alexander Alexejewitsch Donez

45. Schützenkorps, Generalmajor Nikolai Iwanowitsch Iwanow
- 184. Schützendivision, Generalmajor Bazán Badminowitsch Gorodowikow
- 159. Schützendivision, Oberst Iwan Gawrilowitsch Kalinin
- 157. Schützendivision, Oberst N. F. Kursakin

Am 20. April wurde die 5. Armee auf Anweisung der Stawka in den Fernen Osten verlegt und am 5. August 1945 der 1. Fernostfront unterstellt. Zu Beginn der Operation Auguststurm waren der 5. Armee das 17., 45., 65. und 72. Schützenkorps sowie der 105. befestigte Raum zugeteilt und nahm am Vorstoß nach
Harbin teil. Die Truppen, die am Schwerpunkt der 1. Fernostfront eingesetzt waren, brachen Widerstand der japanischen Truppen und rückten zu den östlichen Ausläufern des Gebirges von Jeschken Tajpinlin vor. Unter den schwierigen Bedingungen in der Taiga wurden die Städte Mulin, Mudanjiang und Jilin erreicht und der Fluss Muleng Mudanjiang überschritten. Nach der Abtrennung der rückwärtigen Verbindungen der Kwantung-Armee wurde die 5. Armee Ende September 1945 aufgelöst.

## Führung
Kommandeure
- Militärspezialist Pēteris Slavens (1918)
- Generalmajor Iwan Gerassimowitsch Sowetnikow (1939)
- Generalmajor Michail Iwanowitsch Potapow (Juni – 20. September 1941)
- Generalmajor Dmitri Danilowitsch Leljuschenko (10. – 17. Oktober 1941)
- Generalmajor/Generalleutnant Leonid Alexandrowitsch Goworow (18. Oktober 1941 – April 1942)
- General-Major/Generalleutnant Iwan Iwanowitsch Fedjuninski (25. April – 15. Oktober 1942)
- Generaloberst Jakow Timofejewitsch Tscherewitschenko (15. Oktober 1942 – 27. Februar 1943)
- Generalleutnant Vitali Sergejewitsch Polenow (27. Februar – 24. Oktober 1943)
- Generalleutnant/Generaloberst Nikolai Iwanowitsch Krylow (24. Oktober 1943 – 16. Oktober 1944)
- Generalleutnant Pjotr Grigorjewitsch Schafranow (16. Oktober – 15. Dezember 1944)
- Generaloberst Nikolai Iwanowitsch Krylow (15. Dezember 1944 – August 1945)

Stabschefs
- Generalmajor Sergei Georgijewitsch Trofimenko (September 1939)
- Generalmajor D. S. Pisarewski (März – September 1941)
- Oberst Z. I. Chotimsk (Oktober 1941)
- Generalmajor A. A. Filatow (Oktober 1941 – Januar 1942)
- Generalmajor B. A. Pigarewitsch (Januar 1942 – Juni 1943)
- Generalleutnant A. W. Suchomlin (Juli – August 1943)
- Oberst F. E. Pochem (August – Oktober 1943)
- Generalmajor/Generalleutnant N. J. Prichidko (Oktober 1943 – August 1945)

Mitglieder des Kriegsrats
- Brigadekommissar Z. T. Serdjuk (Juni – August 1941);
- Brigadekommissar M. S. Nikischew (August 1941 – September 1941)
- Generalmajor P. F. Iwanow (Oktober 1941 – November 1943)
- Generalleutnant I. M. Ponomarew (November 1943 – August 1945)